# Liste des sénateurs des États-Unis pour l'Utah
Cet article dresse la liste des membres du Sénat des États-Unis élus de l'État de l'Utah depuis son admission dans l'Union le 4 janvier 1896.
17 sénateurs ont jusqu'à présent représentés l'Utah au Congrès, 12 républicains contre 5 démocrates.

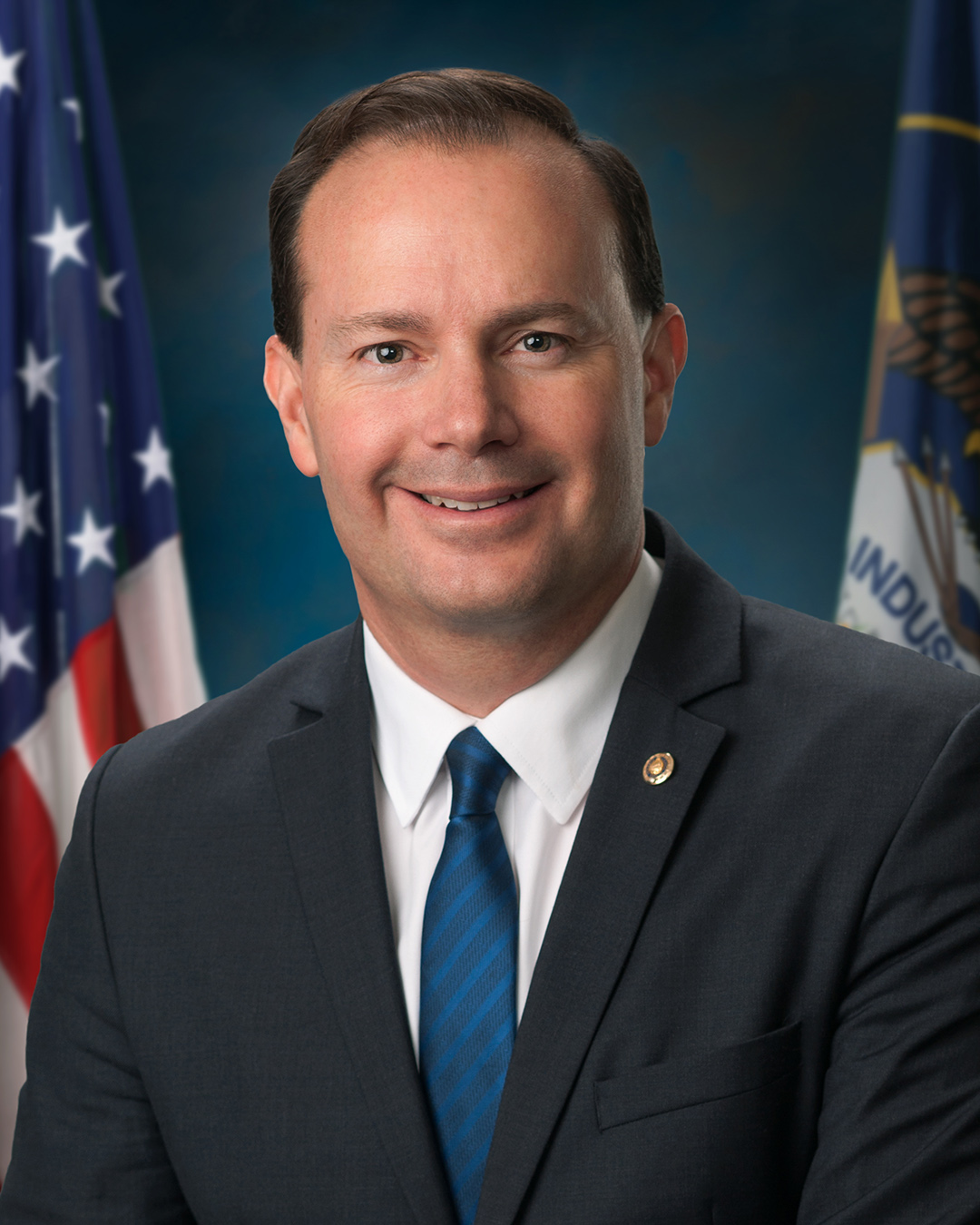
Mike Lee (R), sénateur depuis 2011.
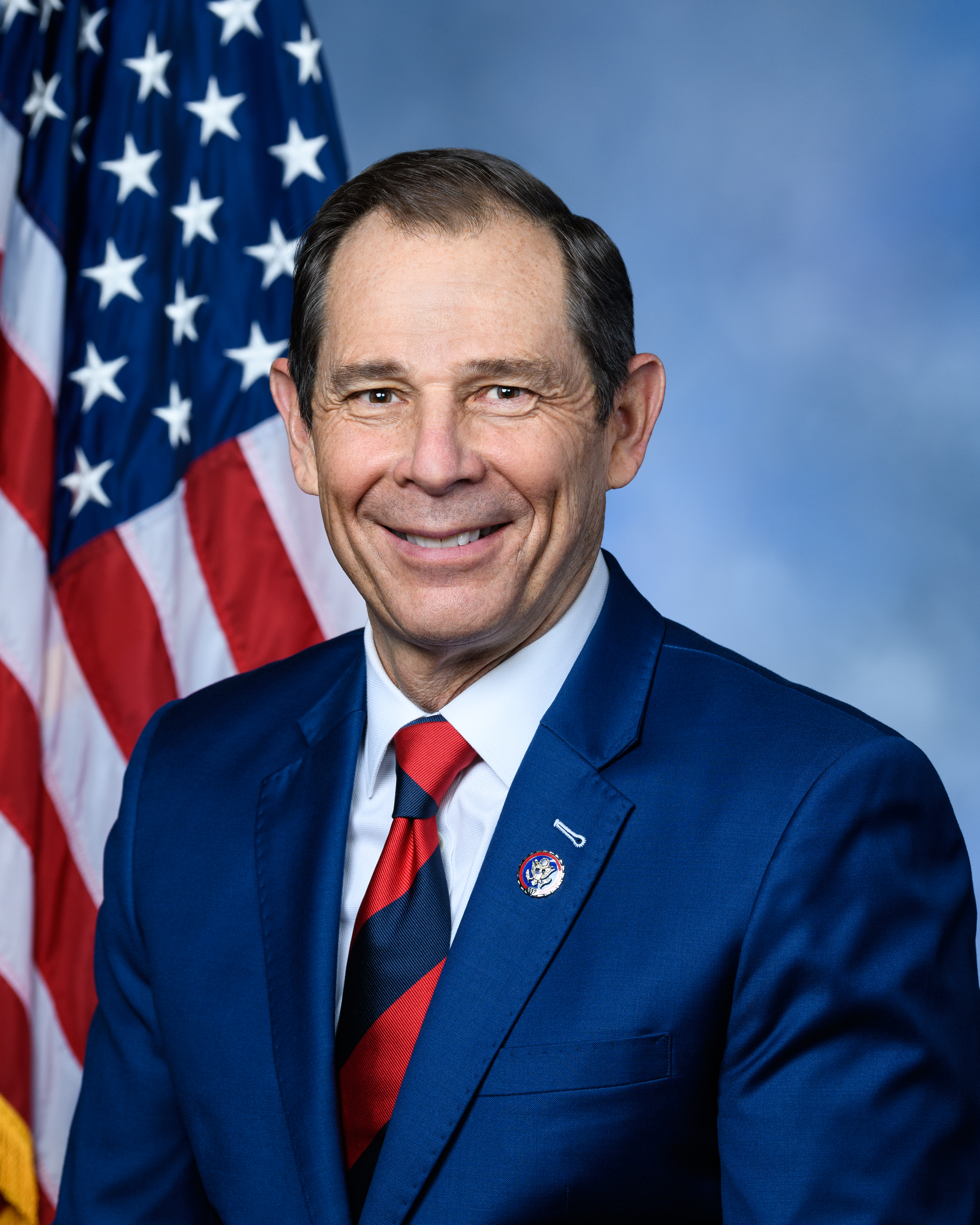
John Curtis (R), sénateur depuis 2025.

## Élections
Les deux sénateurs sont élus au suffrage universel direct pour un mandat de six ans. Les prochaines élections auront lieu en novembre 2024 pour le siège de la classe I et en novembre 2028 pour le siège de la classe III.

## Liste des sénateurs
| Classe I | Classe I              | Classe I | Classe I    | Classe I          | Classe I          | Congrès        | Classe III         | Classe III        | Classe III       | Classe III     | Classe III        | Classe III        |
| n°       | Sénateur              | Parti    | Parti       | Dates de fonction | Dates de fonction | Congrès        | n°                 | Sénateur          | Parti            | Parti          | Dates de fonction | Dates de fonction |
| -------- | --------------------- | -------- | ----------- | ----------------- | ----------------- | -------------- | ------------------ | ----------------- | ---------------- | -------------- | ----------------- | ----------------- |
| 1        | Frank J. Cannon       |          | Républicain | 22 janvier 1896   | 3 mars 1899       | 54e            | 1                  | Arthur Brown      |                  | Républicain    | 7 janvier 1892    | 3 mars 1897       |
| 1        | Frank J. Cannon       |          | Silver      | 22 janvier 1896   | 3 mars 1899       | 55e            | 2                  | Joseph L. Rawlins |                  | Démocrate      | 4 mars 1897       | 3 mars 1903       |
| 2        | Thomas Kearns         |          | Républicain | 23 janvier 1901   | 3 mars 1905       | 56e            | 2                  | Joseph L. Rawlins |                  | Démocrate      | 4 mars 1897       | 3 mars 1903       |
| 2        | Thomas Kearns         | 57e      | Républicain | 23 janvier 1901   | 3 mars 1905       |                | 2                  | Joseph L. Rawlins |                  | Démocrate      | 4 mars 1897       | 3 mars 1903       |
| 2        | Thomas Kearns         | 58e      | Républicain | 23 janvier 1901   | 3 mars 1905       | 3              | Reed Smoot         |                   | Républicain      | 4 mars 1903    | 3 mars 1933       |                   |
| 3        | George Sutherland     |          | Républicain | 4 mars 1905       | 3 mars 1917       | 3              | Reed Smoot         | 59e               | Républicain      | 4 mars 1903    | 3 mars 1933       |                   |
| 3        | George Sutherland     | 60e      | Républicain | 4 mars 1905       | 3 mars 1917       | 3              | Reed Smoot         |                   | Républicain      | 4 mars 1903    | 3 mars 1933       |                   |
| 3        | George Sutherland     | 61e      | Républicain | 4 mars 1905       | 3 mars 1917       | 3              | Reed Smoot         |                   | Républicain      | 4 mars 1903    | 3 mars 1933       |                   |
| 3        | George Sutherland     | 62e      | Républicain | 4 mars 1905       | 3 mars 1917       | 3              | Reed Smoot         |                   | Républicain      | 4 mars 1903    | 3 mars 1933       |                   |
| 3        | George Sutherland     | 63e      | Républicain | 4 mars 1905       | 3 mars 1917       | 3              | Reed Smoot         |                   | Républicain      | 4 mars 1903    | 3 mars 1933       |                   |
| 3        | George Sutherland     | 64e      | Républicain | 4 mars 1905       | 3 mars 1917       | 3              | Reed Smoot         |                   | Républicain      | 4 mars 1903    | 3 mars 1933       |                   |
| 4        | William H. King       |          | Démocrate   | 4 mars 1917       | 3 janvier 1941    | 3              | Reed Smoot         | 65e               | Républicain      | 4 mars 1903    | 3 mars 1933       |                   |
| 4        | William H. King       | 66e      | Démocrate   | 4 mars 1917       | 3 janvier 1941    | 3              | Reed Smoot         |                   | Républicain      | 4 mars 1903    | 3 mars 1933       |                   |
| 4        | William H. King       | 67e      | Démocrate   | 4 mars 1917       | 3 janvier 1941    | 3              | Reed Smoot         |                   | Républicain      | 4 mars 1903    | 3 mars 1933       |                   |
| 4        | William H. King       | 68e      | Démocrate   | 4 mars 1917       | 3 janvier 1941    | 3              | Reed Smoot         |                   | Républicain      | 4 mars 1903    | 3 mars 1933       |                   |
| 4        | William H. King       | 69e      | Démocrate   | 4 mars 1917       | 3 janvier 1941    | 3              | Reed Smoot         |                   | Républicain      | 4 mars 1903    | 3 mars 1933       |                   |
| 4        | William H. King       | 70e      | Démocrate   | 4 mars 1917       | 3 janvier 1941    | 3              | Reed Smoot         |                   | Républicain      | 4 mars 1903    | 3 mars 1933       |                   |
| 4        | William H. King       | 71e      | Démocrate   | 4 mars 1917       | 3 janvier 1941    | 3              | Reed Smoot         |                   | Républicain      | 4 mars 1903    | 3 mars 1933       |                   |
| 4        | William H. King       | 72e      | Démocrate   | 4 mars 1917       | 3 janvier 1941    | 3              | Reed Smoot         |                   | Républicain      | 4 mars 1903    | 3 mars 1933       |                   |
| 4        | William H. King       | 73e      | Démocrate   | 4 mars 1917       | 3 janvier 1941    | 4              | Elbert D. Thomas   |                   | Démocrate        | 4 mars 1933    | 3 janvier 1951    |                   |
| 4        | William H. King       | 74e      | Démocrate   | 4 mars 1917       | 3 janvier 1941    | 4              | Elbert D. Thomas   |                   | Démocrate        | 4 mars 1933    | 3 janvier 1951    |                   |
| 4        | William H. King       | 75e      | Démocrate   | 4 mars 1917       | 3 janvier 1941    | 4              | Elbert D. Thomas   |                   | Démocrate        | 4 mars 1933    | 3 janvier 1951    |                   |
| 4        | William H. King       | 76e      | Démocrate   | 4 mars 1917       | 3 janvier 1941    | 4              | Elbert D. Thomas   |                   | Démocrate        | 4 mars 1933    | 3 janvier 1951    |                   |
| 5        | Abe Murdock           |          | Démocrate   | 3 janvier 1941    | 3 janvier 1947    | 4              | Elbert D. Thomas   | 77e               | Démocrate        | 4 mars 1933    | 3 janvier 1951    |                   |
| 5        | Abe Murdock           | 78e      | Démocrate   | 3 janvier 1941    | 3 janvier 1947    | 4              | Elbert D. Thomas   |                   | Démocrate        | 4 mars 1933    | 3 janvier 1951    |                   |
| 5        | Abe Murdock           | 79e      | Démocrate   | 3 janvier 1941    | 3 janvier 1947    | 4              | Elbert D. Thomas   |                   | Démocrate        | 4 mars 1933    | 3 janvier 1951    |                   |
| 6        | Arthur Vivian Watkins |          | Républicain | 3 janvier 1947    | 3 janvier 1959    | 4              | Elbert D. Thomas   | 80e               | Démocrate        | 4 mars 1933    | 3 janvier 1951    |                   |
| 6        | Arthur Vivian Watkins | 81e      | Républicain | 3 janvier 1947    | 3 janvier 1959    | 4              | Elbert D. Thomas   |                   | Démocrate        | 4 mars 1933    | 3 janvier 1951    |                   |
| 6        | Arthur Vivian Watkins | 82e      | Républicain | 3 janvier 1947    | 3 janvier 1959    | 5              | Wallace F. Bennett |                   | Républicain      | 3 janvier 1951 | 20 décembre 1974  |                   |
| 6        | Arthur Vivian Watkins | 83e      | Républicain | 3 janvier 1947    | 3 janvier 1959    | 5              | Wallace F. Bennett |                   | Républicain      | 3 janvier 1951 | 20 décembre 1974  |                   |
| 6        | Arthur Vivian Watkins | 84e      | Républicain | 3 janvier 1947    | 3 janvier 1959    | 5              | Wallace F. Bennett |                   | Républicain      | 3 janvier 1951 | 20 décembre 1974  |                   |
| 6        | Arthur Vivian Watkins | 85e      | Républicain | 3 janvier 1947    | 3 janvier 1959    | 5              | Wallace F. Bennett |                   | Républicain      | 3 janvier 1951 | 20 décembre 1974  |                   |
| 7        | Frank E. Moss         |          | Démocrate   | 3 janvier 1959    | 3 janvier 1977    | 5              | Wallace F. Bennett | 86e               | Républicain      | 3 janvier 1951 | 20 décembre 1974  |                   |
| 7        | Frank E. Moss         | 87e      | Démocrate   | 3 janvier 1959    | 3 janvier 1977    | 5              | Wallace F. Bennett |                   | Républicain      | 3 janvier 1951 | 20 décembre 1974  |                   |
| 7        | Frank E. Moss         | 88e      | Démocrate   | 3 janvier 1959    | 3 janvier 1977    | 5              | Wallace F. Bennett |                   | Républicain      | 3 janvier 1951 | 20 décembre 1974  |                   |
| 7        | Frank E. Moss         | 89e      | Démocrate   | 3 janvier 1959    | 3 janvier 1977    | 5              | Wallace F. Bennett |                   | Républicain      | 3 janvier 1951 | 20 décembre 1974  |                   |
| 7        | Frank E. Moss         | 90e      | Démocrate   | 3 janvier 1959    | 3 janvier 1977    | 5              | Wallace F. Bennett |                   | Républicain      | 3 janvier 1951 | 20 décembre 1974  |                   |
| 7        | Frank E. Moss         | 91e      | Démocrate   | 3 janvier 1959    | 3 janvier 1977    | 5              | Wallace F. Bennett |                   | Républicain      | 3 janvier 1951 | 20 décembre 1974  |                   |
| 7        | Frank E. Moss         | 92e      | Démocrate   | 3 janvier 1959    | 3 janvier 1977    | 5              | Wallace F. Bennett |                   | Républicain      | 3 janvier 1951 | 20 décembre 1974  |                   |
| 7        | Frank E. Moss         | 93e      | Démocrate   | 3 janvier 1959    | 3 janvier 1977    | 5              | Wallace F. Bennett |                   | Républicain      | 3 janvier 1951 | 20 décembre 1974  |                   |
| 7        | Frank E. Moss         | 6        | Démocrate   | 3 janvier 1959    | 3 janvier 1977    | Jake Garn      |                    | Républicain       | 21 décembre 1974 | 3 janvier 1993 |                   |                   |
| 7        | Frank E. Moss         | 6        | Démocrate   | 3 janvier 1959    | 3 janvier 1977    | Jake Garn      | 94e                | Républicain       | 21 décembre 1974 | 3 janvier 1993 |                   |                   |
| 8        | Orrin Hatch           | 6        |             | Républicain       | 3 janvier 1977    | Jake Garn      | 3 janvier 2019     | Républicain       | 21 décembre 1974 | 3 janvier 1993 | 95e               |                   |
| 8        | Orrin Hatch           | 6        | 96e         | Républicain       | 3 janvier 1977    | Jake Garn      | 3 janvier 2019     | Républicain       | 21 décembre 1974 | 3 janvier 1993 |                   |                   |
| 8        | Orrin Hatch           | 6        | 97e         | Républicain       | 3 janvier 1977    | Jake Garn      | 3 janvier 2019     | Républicain       | 21 décembre 1974 | 3 janvier 1993 |                   |                   |
| 8        | Orrin Hatch           | 6        | 98e         | Républicain       | 3 janvier 1977    | Jake Garn      | 3 janvier 2019     | Républicain       | 21 décembre 1974 | 3 janvier 1993 |                   |                   |
| 8        | Orrin Hatch           | 6        | 99e         | Républicain       | 3 janvier 1977    | Jake Garn      | 3 janvier 2019     | Républicain       | 21 décembre 1974 | 3 janvier 1993 |                   |                   |
| 8        | Orrin Hatch           | 6        | 100e        | Républicain       | 3 janvier 1977    | Jake Garn      | 3 janvier 2019     | Républicain       | 21 décembre 1974 | 3 janvier 1993 |                   |                   |
| 8        | Orrin Hatch           | 6        | 101e        | Républicain       | 3 janvier 1977    | Jake Garn      | 3 janvier 2019     | Républicain       | 21 décembre 1974 | 3 janvier 1993 |                   |                   |
| 8        | Orrin Hatch           | 6        | 102e        | Républicain       | 3 janvier 1977    | Jake Garn      | 3 janvier 2019     | Républicain       | 21 décembre 1974 | 3 janvier 1993 |                   |                   |
| 8        | Orrin Hatch           | 6        | 103e        | Républicain       | 3 janvier 1977    | Jake Garn      | 3 janvier 2019     | Républicain       | 21 décembre 1974 | 3 janvier 1993 |                   |                   |
| 8        | Orrin Hatch           | 104e     | 7           | Républicain       | 3 janvier 1977    | Robert Bennett | 3 janvier 2019     |                   | Républicain      | 3 janvier 1993 | 3 janvier 2011    |                   |
| 8        | Orrin Hatch           | 105e     | 7           | Républicain       | 3 janvier 1977    | Robert Bennett | 3 janvier 2019     |                   | Républicain      | 3 janvier 1993 | 3 janvier 2011    |                   |
| 8        | Orrin Hatch           | 106e     | 7           | Républicain       | 3 janvier 1977    | Robert Bennett | 3 janvier 2019     |                   | Républicain      | 3 janvier 1993 | 3 janvier 2011    |                   |
| 8        | Orrin Hatch           | 107e     | 7           | Républicain       | 3 janvier 1977    | Robert Bennett | 3 janvier 2019     |                   | Républicain      | 3 janvier 1993 | 3 janvier 2011    |                   |
| 8        | Orrin Hatch           | 108e     | 7           | Républicain       | 3 janvier 1977    | Robert Bennett | 3 janvier 2019     |                   | Républicain      | 3 janvier 1993 | 3 janvier 2011    |                   |
| 8        | Orrin Hatch           | 109e     | 7           | Républicain       | 3 janvier 1977    | Robert Bennett | 3 janvier 2019     |                   | Républicain      | 3 janvier 1993 | 3 janvier 2011    |                   |
| 8        | Orrin Hatch           | 110e     | 7           | Républicain       | 3 janvier 1977    | Robert Bennett | 3 janvier 2019     |                   | Républicain      | 3 janvier 1993 | 3 janvier 2011    |                   |
| 8        | Orrin Hatch           | 111e     | 7           | Républicain       | 3 janvier 1977    | Robert Bennett | 3 janvier 2019     |                   | Républicain      | 3 janvier 1993 | 3 janvier 2011    |                   |
| 8        | Orrin Hatch           | 112e     | 8           | Républicain       | 3 janvier 1977    | Mike Lee       | 3 janvier 2019     |                   | Républicain      | 3 janvier 2011 | En cours          |                   |
| 8        | Orrin Hatch           | 113e     | 8           | Républicain       | 3 janvier 1977    | Mike Lee       | 3 janvier 2019     |                   | Républicain      | 3 janvier 2011 | En cours          |                   |
| 8        | Orrin Hatch           | 114e     | 8           | Républicain       | 3 janvier 1977    | Mike Lee       | 3 janvier 2019     |                   | Républicain      | 3 janvier 2011 | En cours          |                   |
| 8        | Orrin Hatch           | 115e     | 8           | Républicain       | 3 janvier 1977    | Mike Lee       | 3 janvier 2019     |                   | Républicain      | 3 janvier 2011 | En cours          |                   |
| 9        | Mitt Romney           |          | 8           | Républicain       | 3 janvier 2019    | Mike Lee       | 3 janvier 2025     | 116e              | Républicain      | 3 janvier 2011 | En cours          |                   |
| 9        | Mitt Romney           | 117e     | 8           | Républicain       | 3 janvier 2019    | Mike Lee       | 3 janvier 2025     |                   | Républicain      | 3 janvier 2011 | En cours          |                   |
| 9        | Mitt Romney           | 118e     | 8           | Républicain       | 3 janvier 2019    | Mike Lee       | 3 janvier 2025     |                   | Républicain      | 3 janvier 2011 | En cours          |                   |
| 10       | John Curtis           |          | 8           | Républicain       | 3 janvier 2025    | Mike Lee       | En cours           | 119e              | Républicain      | 3 janvier 2011 | En cours          |                   |